# Criterion Games
Criterion Games (ufficialmente Criterion Software) è una software house britannica fondata nel febbraio 1993. È situata a Guildford, nella contea di Surrey, in Inghilterra. Criterion è divenuta famosa per videogiochi di guida in stile arcade, come Burnout e Need for Speed, e per l'FPS di successo Black.

## Storia
Criterion Software Ltd. è nata per commercializzare RenderWare, una API 3D per videogames. Inizialmente Criterion Games era una divisione di Criterion Software, creata per sviluppare giochi, utilizzando RenderWare, il motore grafico sviluppato dalla stessa software house. RenderWare è stato utilizzato in diversi giochi della serie Grand Theft Auto, sviluppata da Rockstar Games, e nella serie Burnout, sviluppata dalla stessa Criterion.
Nell'estate del 2004, Electronic Arts ha annunciato di aver acquistato Criterion Games per 40 milioni di sterline. L'acquisizione è stata seguita dall'uscita di Black, uno sparatutto in prima persona ambientato nell'Europa dell'Est, nel quale gli sviluppatori hanno inserito alcuni effetti cinematografici, caratteristici della serie di Burnout. Dopo l'acquisto, sia EA che Criterion, hanno dichiarato che RenderWare continuerà a rimanere disponibile per gli sviluppatori indipendenti.
All'inizio del 2007 EA ha unito il suo studio di sviluppo di Chertsey (EA Brightlight) con Criterion Games, in un nuovo edificio nel centro di Guildford. Anche se condividono lo stesso edificio, Criterion e gli studi di EA sono completamente indipendenti tra di loro. EA Brightlight, successivamente EA Bright Light, è stata soppressa definitivamente nel 2011.
Il 14 giugno 2010 Criterion Games ha annunciato che Need for Speed: Hot Pursuit, verrà distribuito a novembre 2010 per PlayStation 3, Xbox 360 e Microsoft Windows. Il gioco utilizza un nuovo motore grafico chiamato Chameleon, e introduce Autolog, un nuovo sistema che permette di connettersi, confrontarsi e competere con i propri amici.
Il 1º giugno 2012, pochi giorni prima dell'E3 di Los Angeles, EA ha annunciato Need for Speed: Most Wanted. Lo sviluppo è stato affidato a Criterion Games, il gioco è una riedizione dell'amatissimo gioco di corse del 2005. Inoltre dispone di un gameplay open world, caratteristico della serie Burnout e della nuova versione del sistema Autolog, lanciato da Criterion con Hot Pursuit.

## Giochi sviluppati
| Anno | Nome                        | Piattaforme                                                       | Motore      |
| ---- | --------------------------- | ----------------------------------------------------------------- | ----------- |
| 1996 | Scorched Planet             | Microsoft Windows                                                 | Sconosciuto |
| 1997 | Sub Culture                 | Microsoft Windows                                                 | Sconosciuto |
| 1998 | Redline Racer               | Dreamcast (solo Giappone), Microsoft Windows                      | Sconosciuto |
| 1999 | TrickStyle                  | Dreamcast, Microsoft Windows                                      | RenderWare  |
| 1999 | Suzuki Alstare Racing       | Dreamcast, Game Boy Color                                         | RenderWare  |
| 2000 | Deep Fighter                | Dreamcast, Microsoft Windows                                      | RenderWare  |
| 2001 | Burnout                     | PlayStation 2, Xbox, GameCube                                     | RenderWare  |
| 2002 | AirBlade                    | PlayStation 2                                                     | RenderWare  |
| 2002 | Burnout 2: Point of Impact  | PlayStation 2, Xbox, GameCube                                     | RenderWare  |
| 2004 | Burnout 3: Takedown         | PlayStation 2, Xbox                                               | RenderWare  |
| 2005 | Burnout Revenge             | PlayStation 2, Xbox, Xbox 360                                     | RenderWare  |
| 2005 | Burnout Legends             | PlayStation Portable                                              | RenderWare  |
| 2006 | Black                       | PlayStation 2, Xbox                                               | RenderWare  |
| 2008 | Burnout Paradise            | PlayStation 3, Microsoft Windows, Xbox 360                        | RenderWare  |
| 2010 | Need for Speed: Hot Pursuit | PlayStation 3, Microsoft Windows, Xbox 360                        | Chameleon   |
| 2011 | Burnout Crash!              | PlayStation Network, Xbox Live Arcade, iOS                        | Sconosciuto |
| 2012 | Need for Speed: Most Wanted | PlayStation 3, PlayStation Vita, Microsoft Windows, Xbox 360, iOS | Chameleon   |
| 2013 | Need for Speed: Rivals      | PlayStation 4, Xbox One, Microsoft Windows                        | Frostbite 3 |
| 2018 | Burnout Paradise Remastered | PlayStation 4, Xbox One, Microsoft Windows, Nintendo Switch       | RenderWare  |
| 2022 | Need for Speed: Unbound     | PlayStation 5, Xbox Series X e S, Microsoft Windows               | Frostbite 3 |